# 가와라시로촌
가와라시로촌(川原代村)은 이바라키현 기타소마군에 일찍이 존재했던 촌이다. 현재의 류가사키시 서부에 해당한다.

## 역사
- 1889년 4월 1일 - 정촌제 시행에 수반해 가와라시촌 1촌이 그대로 기타소마군 가와라시로촌이 성립하였다.
- 1954년 3월 20일 - 기타소마 군 기타몬마 촌, 이나시키 군 나레시바 촌, 오미야 촌, 야하라 촌, 나가토 촌, 기타소마군 가와라시로 촌, 을 편입, 시로 승격해 류가사키 시가 되었다.